# Дартс
Да́ртс (від англ. darts «дротики») — низка пов'язаних ігор, у яких гравці метають короткі стріли (дротики) у круглу мішень, повішену на стіну. Хоча в минулому використовували різні види мішеней і правил, у цей час термін дартс звичайно посилається на стандартизовану гру з визначеною конструкцією мішені та правилами.
Гра зародилася кілька сторіч тому на Британських островах. Дотепер дартс є традиційною грою, у яку грають у пабах Великої Британії, Нідерландів, Скандинавських країн, США і деяких інших[джерело?]. Крім цього, у дартс грають і на професіональному рівні.

## Мішень
- центр мішені розміщується на висоті 1,73 м від підлоги (на рівні очей для людини зростом 1,83 м)
- відстань від лицьового боку дошки до лінії кидка[en] складає 2,37 м
- лінія кидка має ширину 61 см та встановлюється перпендикулярно навпроти дошки

Мішені для дартсу звичайно виготовляються із сизалю. Секції мішені розділяються одна від одної дротом. Мішень поділена на сектори, яким привласнені числа від 1 до 20.

### Висота мішені й відстань до неї
У стандартній грі центр мішені повинен розміщується на висоті 1,73 метрів (5 футів, 8 дюймів) від підлоги, а відстань від мішені до лінії, з якої гравці метають дротики, становить 2,37 метрів (7 футів, 9,25 дюймів).
Стандартні розміри мішені:
внутрішня ширина кілець подвоєнь (doubles) й потроєнь(trebles) 8 мм.
внутрішній діаметр «яблучка» 12,7 мм.
внутрішній діаметр зовнішнього центрального кільця 31,8 мм.
відстань від центра мішені до зовнішньої сторони дроту кільця подвоєнь 170,0 мм.
відстань від центра мішені до зовнішньої сторони дроту кільця потроєнь 107,0 мм.
загальний діаметр мішені 451,0 мм ± 10,0 мм.
товщина дроту 1,5 мм.

## Правила

Оціночні показники для кожної секції мішені (не в масштабі)

Стандартна мішень розділена на двадцять пронумерованих секторів, зазвичай, чорного й білого кольорів, кожній привласнене число від 1 до 20. Центр мішені складається з зеленого зовнішнього кільця у 25 балів та червоного або чорного внутрішнього кола (відомого як «яблучко» (англ. bull eye)), влучення в яке оцінюється в 50 очків. Зовнішнє вузьке кільце означає подвоєння числа сектора, внутрішнє вузьке кільце означає потроєння числа сектора. І зовнішнє й внутрішнє вузьке кільця традиційно офарблюються в червоний і зелений кольори.
Влучення дротика поза вузьким зовнішнім кільцем очок не приносить. Якщо дротик не залишається в мішені після кидка, він також не приносить очок.
Звичайно очки підраховуються після того, як гравець метає 3 дротики. Після цього хід переходить до іншого гравця.
Важлива примітка: стандартно гравці використовують дротики, маса яких не перевищує 50 грамів. У випадках гри на аматорському рівні припустимо використовувати важкі дротики масою понад 50 грамів, однак цей виняток робиться для дротиків зроблених під замовлення й в умовах гри поза чемпіонатами. Що стосується напіваматорської й професійної гри, то використання дротиків масою понад 50 грамів — підстава для недопуску або дискваліфікації гравця. На сьогоднішній день найвідомішими виробниками інвентарю для дартсу (Harrows, Unicorn, Nodor, Winmau й ін.) виробляються різні високотехнологічні дротики: наприклад розроблені 5-и кратним чемпіоном світу з дартсу Еріком Брістоу дротики Classic, вольфрамомісткі дротики серії Power Point (з голкою з вільним ходом), сталеві або латунні Sparks, вольфрамові Doom Doom.
Максимально можливий результат 3-ох кидків — 180 очок (якщо гравець попадає всіма трьома дротиками у внутрішнє вузьке кільце сектора 20).
Правило перебору — якщо кидок дротика дав більшу кількість очок, ніж потрібно для нульового завершення гри (або ж приводить рахунок до одиниці), то всі три останні кидка не зараховуються, і рахунок лишається колишнім, яким він був до серії кидків, що привів рахунок до перебору або одиниці.

### 301/501
Кожна сторона в грі починає з рахунку 301 (варіант 501). Метод ведення рахунку полягає у вирахуванні отриманої кількості очок із залишившихся, поки один із гравців не досягне 0. Закінчувати гру потрібно обов'язково кидком в подвоєння або в яблучко мішені так, щоб отримана кількість очок звело рахунок до нуля. (яблучко зараховується за подвійне 25).
Кожна гра в 301 зветься «Лег». П'ять «легів» складають «сет» (гра ведеться до трьох перемог в «легах»). Остаточним переможцем вважається той, хто виграв задану кількість «сетів».

### Раунд
Правила гри зводяться до того, щоб по черзі вразити сектора від 1-го до 20-го, потім подвоєння і потроєння 20-го сектора, і завершити гру влученням в яблучко мішені. Якщо в серії кидків всі три дротики досягають цілі, (наприклад: 1, 2, 3 або 12, 13, 14 тощо), той гравець, що кидав продовжує свою гру позачергово. Заліковим полем сектора рахується вся його площа, включаючи кільця подвоєння і потроєння рахунку.
Переможцем вважається гравець, що першим влучив у яблучко.

### Великий Раунд
Після проведення жеребкування, кожен гравець кидає, по черзі, по три дротики, по секторах від 1-го до 20-го, включаючи яблучко.
Вважаються влучення тільки в черговий сектор. При влученні в зону подвоєння або потроєння сектора, очки, відповідно, подвоюються або потроюються.
Виграє той гравець, котрий набрав найбільшу кількість очок.

### Всі п'ятірки
Серіями по три дротики гравці прагнуть набрати число кратне 5. Серія кидків, що дала число не кратне 5, не зараховується. Число 5 дає 1 очко, 10 — 2 очка, 50 — 10 очок й т.д.
Переможцем вважається той, хто першим набере 51 очко.
У грі діє правило перебору.

### Двадцять сім
Кожному гравцю на початку дається по 27 очок. Першими трьома дротиками необхідно влучити у подвоєння сектора 1. При цьому кожне влучення в ціль приносить 2 очка (1х2). Якщо жоден із дротиків не потрапив в подвоєння сектора 1, то з існуючої кількості очок (27) віднімається 2 очка (1х2).
Наступними трьома дротиками необхідно влучити у подвоєння сектора 2. При цьому кожне влучення в ціль приносить 4 очка (2x2). Якщо жоден із дротиків не потрапив в подвоєння сектора 2, то з існуючої кількості очок віднімається 4 (2х2).
У такий спосіб гра ведеться до 20-го сектора мішені. Переможцем вважається той, у кого після кидків в подвоєння сектора 20 лишилося більша кількість очок.
Той гравець, чий рахунок під час гри стає менше одиниці, вибуває зі змагання.

### Тисяча
Заліковим полем гри є яблучко та зелене кільце. Кожен гравець на початку гри не має очок і набирає їх серіями по 3 дротики, враховуючи тільки 25 і 50.
Переможцем вважається той, хто першим набрав 1000 очок.
У грі діє правило перебору.

### П'ять життів
За кидок трьома дротиками треба набрати більшу кількість очок, ніж набрав попередній гравець, хоча б на одне очко. Винятком є тільки 180 очок. Кожен гравець може помилитися 5 раз. На шостий гравець виходить із гри. У цю гру краще грати вп'ятьох- вшістьох.

### Сектор 20
У вправі «Сектор 20» гравець виконує 30 кидків (10 серій по 3 дротики), намагаючись набрати як можна більшу суму тільки за рахунок влучень в сектор 20 мішені. Влучення в подвоєння зараховуються за 40 очок, в потроєння за 60 очок.
Дротики, що не потрапили в зону 20-го сектора, до результату загальної суми не додаються.

### Діаметр
Гравці довільно вибирають два діаметрально протилежних сектори й намагаються влучити в їх подвоєння і потроєння по уявлюваній прямій, наприклад: подвоєння сектора 11, потроєння сектора 11, зелене кільце, Потроєння сектора 6 і подвоєння сектора 6. Перемагає той гравець, який першим мине уявну лінію по заданих точках.

## Дартс в Україні
Україна є членом Всесвітньої федерації дартсу (WDF) з 2015 року. 
В січні 2016 року гравці отримали перші українськи спортивні розряди внаслідок визнання дартсу видом спорту в Україні.
У дартс-середовищі традиційно найбільше поширені змагання в спортивній дисципліні "501DO" (501 double out - 501 очко із закінченням подвоєнням), титул  чемпіона України в якій розігрується з 2004 року. Деякі чемпіонати України мали статус відкритих.

###### Чемпіонами України серед чоловіків і жінок, в основній дисципліні дартс змагань -"501DO", в різні роки ставали[2]
- 2004  Україна Вадим Ледєньов (Київ)
- 2005  Україна Вадим Ледєньов (Київ)
- 2006  Україна Вадим Ледєньов (Київ)
- 2007  Україна Вадим Ледєньов (Київ)
- 2008  Україна Олександр Воронін (Кривий Ріг), Віталіна Моїсеєнко (Черкаси)
- 2009  Україна Артем Усик (Черкаси), Віталіна Моїсеєнко (Черкаси)
- 2010  Україна Владислав Мелашенко (Ужгород), Кристіна Білодід (Київ)
- 2011  Україна Вадим Ледєньов (Київ), Ганна Лопухова (Слов'янськ)
- 2012  Україна Артем Усик (Київ), Тетяна Перетятько (Київ)
- 2013  Україна Артем Усик (Київ), Світлана Анісімова (Донецьк)
- 2014  Україна Владислав Омельченко (Кривий Ріг), Рената Квіклєне (Київ)
- 2015  Україна Артем Пасічниченко (Харків), Віталіна Моісеєнко (Черкаси)
- 2016  Україна Олексій Бушуй (Харків), Світлана Анісімова (Донецьк)
- 2017  Україна Артем Усик (Київ), Віталіна Моісеєнко (Черкаси)
- 2018  Україна Артем Усик (Київ), Ганна Чумак (Маріуполь)
- 2019  Україна Олексій Бушуй (Харків), Віталіна Моісеєнко (Дніпро)
- 2020 - ❗️змагання не проводились, внаслідок пандемії C.O.V.I.D. - 19
- 2021 - ❗️змагання не проводились, внаслідок пандемії C.O.V.I.D. - 19
- 2022  Україна Владислав Омельченко, Віталіна Моісеєнко (Черкаси)
- 2023  Україна Владислав Омельченко, Любов Терещенко (Кривий Ріг)